# Stare Bożejewo
Stare Bożejewo – wieś w Polsce położona w województwie podlaskim, w powiecie łomżyńskim, w gminie Wizna.
Przez miejscowość przepływa niewielka rzeka Łojewek, dopływ Narwi.
| SIMC    | Nazwa     | Rodzaj    |
| ------- | --------- | --------- |
| 0410040 | Milewo    | część wsi |
| 0410057 | Skowronki | część wsi |

Wierni kościoła rzymskokatolickiego należą do parafii św. Jana Chrzciciela w Wiznie.

## Historia
W latach 1921–1939 wieś leżała w województwie białostockim, w powiecie łomżyńskim, w gminie Bożejewo.
Według Powszechnego Spisu Ludności z 1921 roku wieś zamieszkiwało 148 osób w 19 budynkach mieszkalnych. Miejscowość należała do parafii rzymskokatolickiej w Wiźnie. Podlegała pod Sąd Grodzki i Okręgowy w Łomży; właściwy urząd pocztowy mieścił się w Wiźnie.
W 1929 r. było tu 212 mieszkańców. Posiadłość ziemską posiadał tu Karol Trenner (1008 mórg). Mieściła się tu gorzelnia „Bożejewo”, zakład rektyfikacji spirytusu, młyn i tartak. Był jeden felczer i dwóch kowali.
W wyniku napaści ZSRR na Polskę we wrześniu 1939 miejscowość znalazła się pod okupacją sowiecką. 2 listopada została włączona do Białoruskiej SRR. 4 grudnia 1939 włączona do nowo utworzonego obwodu białostockiego. Od czerwca 1941 roku pod okupacją niemiecką. Od 22 lipca 1941 r.  do wyzwolenia włączona w skład okręgu białostockiego III Rzeszy.
Do 1954 roku miejscowość należała do gminy Bożejewo.
W latach 1975–1998 miejscowość należała administracyjnie do województwa łomżyńskiego.

## Urodzeni w Starym Bożejewie
- Antoni Zagrzejewski – polski działacz społeczny, publicysta, prezydent Łomży (1877–1882)[12][13].